# Hendrik Jebens
Hendrik Jebens (* 8. August 1995 in Stuttgart) ist ein deutscher Tennisspieler.

## Karriere
Bei nur einem Match auf der ITF Junior Tour blieb Jebens ohne Platzierung in der Junior-Rangliste. Nach der Schule nahm Jebens ab 2014 ein Tennisstipendium an der San Diego State University wahr. Dort spielte er bis ein Jahr vor seinem Abschluss 2017 College Tennis. Sein Schwerpunkt war Business Management.
Jebens legte früh seinen Fokus auf das Doppel; im Einzel gelang ihm nie der Einzug in die Top 1000 der Weltrangliste. Erste Turniere der ITF Future Tour spielte er schon 2015, aber erst 2019 hatte er nachhaltigen Erfolg. Er gewann im Doppel seinen ersten Future-Titel und zog in zwei weitere Finals ein. Das Jahr beendete er im Doppel auf Rang 635. Nach der Corona-Pause 2020 gewann Jebens 2021 zwei weitere Futures und spielte im französischen Pau das erste Turnier der ATP Challenger Tour. Kurz darauf schaffte er in Forlì den ersten Einzug in ein Challenger-Halbfinale. Anfang 2022 tat sich Jebens zeitweise mit seinem Landsmann Niklas Schell zusammen. Sie zogen bei ihrem zweiten Turnier ins Endspiel von Cherbourg ein, was Jebens zum Einzug in die Top 300 verhalf. In Troisdorf mit Piotr Matuszewski und in Lüdenscheid mit Fabian Fallert folgten weitere Finalteilnahmen. Fallert wurde fortan sein fester Doppelpartner und mit ihm zog er im August in Banja Luka auch in sein drittes Finale ein – sowie in Ismaning in das vierte. Das Jahr beendete er auf Rang 134.
Anfang 2023 gelang der Paarung in Koblenz der erste Turniersieg. Kurz darauf verletzte sich Fallert aber, woraufhin Jebens zunächst mit Schell und dann mit Constantin Frantzen an den Start ging. Mit letzterem zog er in der Schweiz in zwei aufeinander folgenden Wochen in Challenger-Endspiele ein, wovon sie das Turnier in Biel für sich entschieden. Er rückte in der Rangliste bis Platz 107 vor. Im April spielte Jebens mit Petros Tsitsipas sein erstes Match auf der ATP Tour in Marrakesch, nachdem ein anderes Doppelpaar zurückgezogen hatte. Sie unterlagen bei ihrem ersten gemeinsamen Match.

## Erfolge
| Legende (Anzahl der Siege) |
| Grand Slam                 |
| ATP Finals                 |
| ATP Tour Masters 1000      |
| ATP Tour 500               |
| ATP Tour 250               |
| ATP Challenger Tour (9)    |

### Doppel

#### Turniersiege
| Nr. | Datum              | Turnier         | Belag         | Partner             | Finalgegner                                        | Ergebnis          |
| --- | ------------------ | --------------- | ------------- | ------------------- | -------------------------------------------------- | ----------------- |
| 1.  | 4. Februar 2023    | Koblenz         | Hartplatz (i) | Fabian Fallert      | Jonathan Eysseric Denys Moltschanow                | 7:62, 6:3         |
| 2.  | 26. März 2023      | Biel            | Hartplatz (i) | Constantin Frantzen | Victor Vlad Cornea Franko Škugor                   | 6:2, 6:4          |
| 3.  | 11. Juni 2023      | Heilbronn       | Sand          | Constantin Frantzen | Victor Vlad Cornea Philipp Oswald                  | 7:67, 6:4         |
| 4.  | 26. August 2023    | Augsburg        | Sand          | Constantin Frantzen | Constantin Bittoun Kouzmine Wolodymyr Uschylowskyj | 6:2, 6:2          |
| 5.  | 2. September 2023  | Como            | Sand          | Constantin Frantzen | Filip Bergevi Mick Veldheer                        | 6:3, 6:4          |
| 6.  | 23. September 2023 | Bad Waltersdorf | Sand          | Constantin Frantzen | Marco Bortolotti Francesco Passaro                 | 6:1, 6:2          |
| 7.  | 1. Oktober 2023    | Orléans         | Hartplatz (i) | Constantin Frantzen | Henry Patten John-Patrick Smith                    | 7:65, 7:612       |
| 8.  | 11. Mai 2024       | Mauthausen      | Sand          | Constantin Frantzen | Ryan Seggerman Patrik Trhac                        | 6:4, 6:4          |
| 9.  | 2. August 2025     | Hagen           | Sand          | Albano Olivetti     | Vasil Kirkov Bart Stevens                          | 6:4, 6:72, [10:8] |

#### Finalteilnahmen
| Nr. | Datum              | Turnier   | Belag         | Partner             | Finalgegner                                     | Ergebnis           |
| --- | ------------------ | --------- | ------------- | ------------------- | ----------------------------------------------- | ------------------ |
| 1.  | 11. November 2023  | Metz      | Hartplatz (i) | Constantin Frantzen | Hugo Nys Jan Zieliński                          | 4:6, 4:6           |
| 2.  | 27. Juli 2024      | Kitzbühel | Sand          | Constantin Frantzen | Alexander Erler Andreas Mies                    | 3:6, 6:3, [6:10]   |
| 3.  | 24. September 2024 | Hangzhou  | Hartplatz     | Constantin Frantzen | Jeevan Nedunchezhiyan N. Vijay Sundar Prashanth | 6:4, 6:75, [7:10]  |
| 4.  | 20. Juli 2025      | Gstaad    | Sand          | Albano Olivetti     | Lucas Miedler Francisco Cabral                  | 7:64, 6:74, [3:10] |

## Abschneiden bei Grand-Slam-Turnieren

### Doppel
| Turnier         | 2024 | 2025 | Karriere |
| --------------- | ---- | ---- | -------- |
| Australian Open | 1    | 1    | 1        |
| French Open     | 1    | 1    | 1        |
| Wimbledon       | VF   | 2    | VF       |
| US Open         | 1    |      | 1        |

Zeichenerklärung: S = Turniersieg; F, HF, VF, AF = Einzug ins Finale / Halbfinale / Viertelfinale / Achtelfinale; 1, 2, 3 = Ausscheiden in der 1. / 2. / 3. Hauptrunde; Q1, Q2, Q3 = Ausscheiden in der 1. / 2. / 3. Qualifikationsrunde; nicht ausgetragen